# Le Templier de Jérusalem
Le Templier de Jérusalem est un roman de Pierre Barret et Jean-Noël Gurgand paru en 1977.

## Résumé
Fin XIIe, un jeune seigneur du Rouergue, Guilhem d'Encausse part en croisade pour reprendre le royaume latin de Jérusalem des mains de Saladin. Il est en plus entré dans l'ordre du Temple et vit les guerres saintes en direct.